# Josep Maria Mir i Mas de Xexàs
Josep Maria Mir i Mas de Xexàs (Olot, 1900 — Tossa de Mar, 1968) fou un artista que combinava diferents disciplines: pintor, poeta, escriptor, assagista polític, crític d'art i promotor cultural català. Va dirigir diverses revistes impresses durant la dècada del 1920, com Pessigolles (1924), Revista d'Olot (1926-1929) o Rialles (1927). Entre les seves publicacions, destaquen edicions sobre la funció del llibre en la cultura social i la reflexió política, com República i Autonomia (1934). En aquests primers anys era conegut com a caricaturista i va guanyar un premi al Saló d'Humoristes de Barcelona. Després de la guerra civil espanyola, va fundar el Cràter d'art. Com a pintor, va tenir un estil molt particular, tot i que és considerat un dels membres de l'Escola paisatgística d'Olot. En les seves notes ens explica que el concepte "escola", en el cas d'Olot, s'aplicava al mateix context natural, amb plena llibertat per sentir i interpretar.

## Biografia
Començà els estudis de dret però, a causa de la seva activitat nacionalista, el van obligar a deixar la carrera i a incorporar-se al servei militar. Fou destinat a Palma on, per altra banda, faria la seva primera exposició de caricatures, el 1923.
El 1924 fou premiat al primer Saló d'Humoristes de Barcelona: apareixien caricatures de l'espantaocells a les pàgines de la revista Pessigolles, i des de llavors realitzà diverses exposicions a l'Ateneu de Girona, a la Sala Parés i a les Galeries Laietanes de Barcelona, entre d'altres. A Girona va entrar en contacte amb Carles Rahola, amb qui va establir amistat.
El mes de gener de 1926 contribuí a la fundació de la Revista d'Olot. La revista duraria tres anys, fins al 1929. El 1928 es va casar amb Maria Lluïsa Malibrán. Entre 1929 i 1930 es van establir temporalment a Sóller, Mallorca, implicant-se en les activitats culturals. Una de les amistats i complicitats properes, la de Gabriel Alomar, que seguirà a Barcelona. El més de juny de 1930, lo fa una entrevista a "Mirador". Fins a finals de 1931, resideixen a Sant Celoni, on va néixer la seva filla M. Engràcia. Era el moment de més activitat artística, social i politica.
Durant vuit anys va col·laborar en diverses publicacions, va realitzar conferències i va escriure llibres, on defensava, entre d'altres el paper del llibre, la lectura i l'escripiura, que considerava «la plàstica més vital de la civilització. La invenció més important de l'home». Fins i tot va tenir el seu propi programa de ràdio, que s'emetia setmanalment a Ràdio Olot. El seu objectiu era provocar el debat obert en una ciutat que ell considerava «orfe d'un cenacle»
| «                                                 | La societal que tan sols és recreativa i no té biblioteca és un estament mort, no pot ser humana. | » |
| — Josep Maria Mir Mas de Xexàs, Revista de Girona |                                                                                                   |   |

El 1936, abatut, malalt i desengallat per la fallida del món en el qual creia, destruí tota la seva obra pictòrica i literària.
Un cop finalitada la Guerra i en ple franquisme, el 1955 va fundar el Cràter d'Art d'Olot, en el qual va aconseguir acostar-se als seus ideals de joventut, i centrar-se en una tasca més d'activisme cultural. Inicialment les trobades tenien lloc a l'Snak Bar, un establiment ubicat on ara hi ha la llibreria Drac. Posteriorment van habilitar un local social al bar de l'Estació, on es feien actes per parlar de cultura i arts i s'organitzaven exposicions col·lectives a d'altres localitats. Aquesta tasca de promotor i activista cultural va fer que anés abandonant progressivament el seu món creatiu, que va quedar reduït a un seguit de notes i apunts, i a alguna exposició a la Girona dels anys 60. El Cràter va romandre actiu fins al 1963. Morí a Tossa el 1968.

## Publicacions
- El llibre en la cultura social (1928).
- L'auca de la Festa Major d'Olot (il·lustrada amb caricatures).
- Sentiment, voluntat, intel·ligència i caràcter en la cultura social (1930).
- República i Autonomia (1934). Olot, Aubert impressor.
- Mallorca, illa de moda (1934-) (en preparació i no editada).
- Un segle i mig d'Escola Olotina (1934-1968) (exemplar inèdit)
- Fill de Carnestoltes (1934) (en preparació i exemplar desaparegut).
- Madrid - Barcelona (1934) (en preparació i exemplar desaparegut)

## Llegat
- En el seu honor, es va constituir el l Premi Josep M.a Mir Mas de Xexàs, de reportatge històric, dins dels Premis Ciutat d'Olot.

- El 1994 li van dedicar una exposició commemorativa al Museu de la Garrotxa.[8]